# Keşkek
Le Keşkek, également connu sous les noms de kashkak, kashkek ou keške, est un ragoût cérémoniel de viande ou de poulet et de blé ou d'orge que l'on trouve dans les cuisines turque, iranienne, grecque, arménienne et balkanique.
En 2011, le keşkek a été confirmé comme patrimoine culturel immatériel de l'humanité de la Turquie par l'UNESCO,.

## Histoire
La première référence écrite connue au plat se trouve dans une copie du Danishmendname datant de 1360. Le Keşkek est documenté en Iran et dans la région de Syrie dès le XVe siècle. Il est encore consommé par beaucoup aujourd'hui, traditionnellement lors des fêtes religieuses, des mariages et des funérailles.
Le nom du plat fait allusion au kashk, qui, dans l'Iran du XVIe au XVIIIe siècle, consistait à ajouter du lait de brebis à de la farine de blé ou d'orge et à de la viande, mélangées à parts égales.
Sous le nom de κεσκέκ, κεσκέκι et κισκέκ (keskék, keskéki et kiskék), c'est un plat de fête à Lesbos et chez les Grecs pontiques. À Lesbos, le keşkek est préparé les nuits d'été lorsqu'un taureau cérémoniel est abattu, puis cuit pendant la nuit et mangé le lendemain avec du blé.
Le keşkek est appelé haşıl dans les régions du nord-est et du centre de l'Anatolie en Turquie.
Le mot slave kasha pourrait avoir été emprunté au persan کَشک : kishk.
Le keşkek est connu sous le nom de harîsa en Arménie. La harîsa présente de fortes similitudes avec le keşkek en termes de préparation et de processus de cuisson. Cependant, la harîsa est associée à des significations symboliques différentes[Lesquelles ?].

## Controverse Turquie-UNESCO-Arménie
En 2008, suite aux demandes de divers conseils locaux du patrimoine immatériel en Turquie, le ministère turc de la Culture a commencé à préparer l'inscription du keşkek sur la Liste représentative de l'UNESCO. La sociologue Bahar Aykan explique dans l'International Journal of Heritage Studies qu'au niveau local, le gouvernement turc a préparé la candidature en concertation avec des experts du patrimoine turc, des porteurs de culture et des représentants d'associations et d'institutions publiques concernées à travers le pays. Cependant, au niveau international, le gouvernement turc a décidé de soumettre lui-même l'inscription et n'a pas contacté les autorités arméniennes pour un dossier conjoint. La candidature turque du keşkek visait à le présenter comme un patrimoine exclusivement « turc », donnant délibérément l'impression qu'il se trouve exclusivement à l'intérieur des frontières de la République de Turquie. En termes de répartition géographique, l'inscription du keşkek turc à l'UNESCO indique que la tradition du keşkek est largement pratiquée en Turquie dans ses zones rurales et cite 43 provinces sur 81. Bien que l'inscription mentionne en détail le keşkek comme faisant partie du patrimoine national turc et souligne son importance pour la construction d'une identité commune à travers le pays, elle omet de mentionner son caractère transnational ainsi que les coutumes et pratiques qui lui sont associées hors des frontières (immédiates) de la Turquie. De plus, si la candidature mentionne les différents noms alternatifs attribués au keşkek, tels que kişkah et keşkef, elle omet le nom herisa, bien que ce plat soit communément connu sous ce nom dans l'est de la Turquie ainsi que parmi les arméniens de Turquie. Le lien du site web de l'UNESCO sur le keşkek le qualifie également de « plat cérémonial traditionnel turc ».
En Arménie, l'admission de la demande turque a suscité l'indignation du public et a été qualifiée de « turquisation » de la harîsa. Plusieurs grands journaux arméniens ont publié des articles critiquant l'inscription de la harîsa par la Turquie à l'UNESCO comme produit turc et ont défendu les origines arméniennes du plat. Armenia Now, un portail internet arménien populaire, a qualifié cette admission de « l'inscription de la harîsa arménienne par l'UNESCO sur la liste des plats nationaux turcs », précisant que cela avait suscité l'indignation dans le pays. Sur les forums internet arméniens, le problème a également été évoqué. Nombre de ses utilisateurs ont estimé que l'inscription à l'UNESCO équivalait à un vol culturel et ont reproché à l'UNESCO de soutenir la Turquie dans ses efforts pour s'approprier le patrimoine arménien. L'ONG arménienne « Développement et préservation des traditions culinaires arméniennes » (DPACT) s'est également jointe à l'opposition à l'inscription du plat. Quelques jours après l'admission de l'UNESCO, DPACT a tenu une conférence de presse à Erevan, la capitale arménienne. Lors de la conférence, les participants ont affirmé que l'Arménie était le véritable propriétaire de la harîsa, arguant qu'il était impossible que ce plat soit turc, les ustensiles, les techniques et les ingrédients utilisés étant d'origine arménienne. Le DPACT a également annoncé son intention de collaborer avec des historiens et des ethnographes arméniens afin de prouver l'origine arménienne de la harîsa, et ainsi, à terme, de faire appel de la décision de l'UNESCO. En fin de compte, l'inscription de la demande de la Turquie sur la Liste du patrimoine mondial par l'UNESCO a suscité autant d'intérêt public que l'opposition de l'Arménie.
En réponse à la réaction arménienne, les journaux turcs ont unanimement qualifié les efforts du DPACT de « fausses » allégations. Le journal turc Yeni Şafak, dans son titre intitulé « La décision « le keşkek est turc » a indigné les Arméniens », a affirmé que, bien que l'UNESCO ait déjà « décidé » de la nationalité du keşkek en l'incorporant au « patrimoine national turc », une partie des Arméniens « affirment toujours qu'il ne s'agit pas d'un plat turc à l'origine ». La Commission nationale turque pour l'UNESCO a fini par se joindre à la controverse. Öcal Oğuz, son directeur, a publié un communiqué de presse, « déclarant que si la Convention sur le patrimoine culturel immatériel ne vise pas à répartir le patrimoine immatériel entre les pays, l'approche de conservation de l'UNESCO est souvent confondue avec la politique de brevets de l'UE ». Oğuz a précisé que si l'Arménie possède une tradition similaire au keşkek turc, elle pourrait peut-être déposer une demande distincte auprès de l'UNESCO. Aykan explique qu'Oğuz s'est abstenu de mentionner que la Convention « n'est pas favorable à l'inscription d'éléments comme entités distinctes, car elle souligne que le patrimoine transnational est mieux protégé dans sa totalité par des efforts conjoints de protection, ce qui renforcerait également le dialogue, le respect et la compréhension entre les cultures ». Depuis lors, ni l'Arménie ni la Turquie n'ont manifesté leur volonté de collaborer pour une inscription élargie à l'UNESCO du keşkek/harîsa. Aykan explique que « cela n'est peut-être pas surprenant compte tenu des relations historiquement difficiles entre ces pays ». Aykan conclut en affirmant que l'inscription unilatérale du keşkek par la Turquie à l'UNESCO a incité l'État arménien et les ONG de défense du patrimoine à identifier et promouvoir d'autres plats transnationaux, tels que le tolma et le lavash, comme patrimoine national, ce qui a déclenché de nouveaux « conflits de propriété » autour de la nourriture dans la région.